# Karl Mannheim
Karl Mannheim (właśc. Mannheim Károly, ur. 27 marca 1893 w Budapeszcie, Austro-Węgry, zm. 9 stycznia 1947 w Londynie, Wielka Brytania) – węgierski socjolog pochodzenia żydowskiego.

## Życiorys
Biografia Mannheim’a może być podzielona na trzy główne fazy: węgierską (do 1919), niemiecką 1919-1933 i brytyjską (1933-1947).
Karl Mannheim studiował w Budapeszcie i Berlinie (gdzie w roku 1914 uczęszczał na wykłady Georga Simmla). W czasie niedługiego okresu istnienia Węgierskiej Republiki Rad uczył dzięki poparciu jego przyjaciela György Lukács'a. Karl Mannheim nie podzielał jednak politycznych poglądów swojego przyjaciela i dystansował się od jego zwrotu ku marksizmowi. Gdy władzę na Węgrzech przejął surowy reżim antyrewolucyjny, Karl Mannheim wyemigrował do Niemiec. W latach 1922–1925 w Heidelbergu pracował pod kierunkiem niemieckiego socjologa Alfreda Webera, brata lepiej znanego Maxa Webera. W roku 1930 został profesorem socjologii na Uniwersytecie Johanna Wolfganga Goethego we Frankfurcie nad Menem. W okresie tym (od wiosny 1930 r. do wiosny 1933 roku) jego asystentami byli Norbert Elias i Hans Gerth. W roku 1933 pozbawiony profesury przez nazistów przeniósł się do Wielkiej Brytanii gdzie osiedlił się i wykładał w London School of Economics⁣, a następnie w Instytucie Edukacji na Uniwersytecie Londyńskim (od 1941 na część etatu a od 1946 na całym etacie).

## Koncepcje i publikacje
Mannheim był jednym z twórców socjologii wiedzy. Jego zdaniem wiedza danej grupy społecznej jest wytwarzana społecznie i uzależniona od pozycji społecznej tej grupy. Punktem wyjścia dla takiej socjologii wiedzy była sformułowana przez Marksa koncepcja ideologii.
Ideologia i Utopia to praca, która należy do kanonu socjologii wiedzy, a nawet jest jej dziełem "założycielskim".

## Tłumaczenia prac na j. polski
- Ideologia i utopia, przeł. Jan Miziński, wstęp do wyd. polskiego Jadwiga Mizińska, kwyd I: Lublin 1992, Wydawnictwo Test, ISBN 83-7038-096-4; wyd II: Warszawa 2008, Wydawnictwo Fundacji Aletheia, ISBN 978-83-61182-09-2 (Ideologie und Utopie 1929)
- Człowiek i społeczeństwo w dobie przebudowy, wstępem opatrz. Jerzy J. Wiatr, Warszawa 1974, PWN, seria Biblioteka Socjologiczna (Mensch und Gesellschaft im Zeitalter des Umbaus 1935)
- Socjologia wiedzy, przeł. Walter Auerbach i Gustaw Ichheiser, Warszawa 1961, Wyższa Szkoła Nauk Społecznych przy KC PZPR (Wissenssoziologie Auswahl aus dem Werk. Hrsg. von Kurt H. Wolff 1964)
- Myśl konserwatywna, Warszawa 1986, Kolegium Otryckie (Konservatismus Hrsg. von David Kettler, Volker Meja und Nico Stehr 1984)